# ミシェル・ファン・デル・アー
ミシェル・ファン・デル・アー（ミシェル・ヴァン・デル・アー、Michel van der Aa, 1970年3月10日  - ）はオランダの作曲家。「ファン・デル・アー」で一続きの姓である。

## 経歴
ミシェル・ファン・デル・アーはオランダのオスの生まれ。ハーグ王立音楽院（en:Royal Conservatory of The Hague）で録音技師としての訓練を受けた。作曲はディーデリク・ワーナヘール（en:Diderik Wagenaar）、ヒリウス・ファン・ベルフエイク（en:Gilius van Bergeijk）、ルイ・アンドリーセンについて学んだ。
ファン・デル・アーの音楽はこれまで、ASKO/シェーンベルク・アンサンブル、フライブルク・バロック管弦楽団、メルボルン交響楽団、ネーデルラント・オペラ（en:De Nederlandse Opera）、モーツァルテウム管弦楽団、シアトル・チェンバー・プレイヤーズ（en:Seattle Chamber Players）、アンサンブル・ノマド、ムジーク・ファブリック、コンティヌーム・アンサンブル・トロント、南西ドイツ放送交響楽団、オランダ放送フィルハーモニー管弦楽団、ノールショーピング交響楽団（スウェーデン）、アヴァンティ・アンサンブル（ヘルシンキ）といった世界中の管弦楽団・アンサンブルで演奏された。
2002年、ファン・デル・アーはニューヨークフィルムアカデミーで映画監督のカリキュラムを終えた。さらに2007年にはリンカーン・センター劇場ディレクターズ・ラボの舞台演出集中講座に参加した。ファン・デル・アーの短編映画『Passage』は各国の国際映画祭で上映され、またドイツ国営テレビで放映もされた。
ファン・デル・アーの代表作は、ソプラノ、ヴィデオ、サウンドトラックのための室内オペラ『One』（2002年、en:One (opera)）である。このオペラはベルリン、ブダペスト、パリ、オスロ、サンクトペテルブルク、ワルシャワといった都市で上演された。ファン・デル・アーは『One』のオランダの国営放送NPS（en:Nederlandse Programma Stichting）のためのテレビ番組の監督も務めた。舞台作品には他に、『After Life』があり（世界初演2006年6月2日、アムステルダム）、これも国際的な賞賛を得た。
Perth Tura New Music FestivalとHolland Festival（en:Holland Festival）にはアーティストとして出演した。映画監督のハル・ハートリーやピーター・グリーナウェイ、振付師の平林和子、フィリップ・ブランシャ、ベン・ライト、アナベラ・ロペス・オチョアとのコラボレーションもある。
ファン・デル・アーの音源は、ハルモニア・ムンディ、コル・レーニョ、Composers’ Voice、BVHaast、VPRO Eigenwijsから出ている。